# バーハ69
『バーハ69』（原題：Barra 69 Caetano e Gil Ao Vivo na Bahia）は、ブラジルのミュージシャン、カエターノ・ヴェローゾとジルベルト・ジルが1972年に連名で発表したライブ・アルバム。1969年7月にサルヴァドール（バイーア）で行われた共演ライブを収録している。
ヴェローゾとジルは1968年12月、ブラジルの軍事政権によって逮捕され、釈放後も1969年7月にロンドンへ亡命するまで軟禁生活を強いられたが、出国直前に共演ライブを開催することは許可された。そして、この録音はヴェローゾとジルがブラジルへ帰国してから間もなくリリースに至った。
John Douganはオールミュージックにおいて5点満点中4点を付け、本作の内容を「屈折したボサノヴァが、ロックンロール及びビート・ポエトリーと交わっている」と説明している。

## 収録曲
1. シネマ・オリンピア - "Cinema Olympia" (Caetano Veloso) - 3:51
2. フレーヴォ・ハスガード - "Frevo Rasgado" (Bruno Ferreira, Gilberto Gil) - 2:37
3. スーペルバカーナ - "Superbacana" (C. Veloso) - 4:40
4. マダレーナ - "Madalena (Entra em Beco, Sai em Beco)" (Isidoro) - 6:49
5. アトラス・ド・トリオ・エレトリコ（トリオ・エレトリコを追って） - "Atrás do Trio Elétrico" (C. Veloso) - 2:23
6. ドミンゴ・ノ・パルケ（日曜日の公園で） - "Domingo no Parque" (G. Gil) - 4:29
7. アレグリア・アレグリア/イノ・ド・エルポルチ・クルビ・バイーア/アケリ・アブラッソ - "Alegria, Alegria / Hino do Esporte Clube Bahia / Aquele Abraço" (C. Veloso / Adroaldo Ribeiro da Costa / G. Gil) - 11:06

リード・ボーカルの内訳は下記の通り。
- カエターノ・ヴェローゾ - 1. 3. 5.
- ジルベルト・ジル - 2. 4. 6.
- カエターノ・ヴェローゾ&ジルベルト・ジル - 7.